# Superliga 2007-2008 (Serbia)
La SuperLiga 2007-2008 (detta anche Meridian SuperLiga per motivi di sponsorizzazione) è stata la seconda edizione della massima serie del campionato serbo di calcio. La stagione è iniziata l'11 agosto 2007 ed è terminata il 25 maggio 2008. Il Partizan ha vinto il titolo.
Capocannoniere del torneo fu Nenad Jestrović (Stella Rossa), con 13 reti.

## Classifica finale
|    | Classifica         | G  | V  | N  | P  | GF | GS | Dif | Pt |
| -- | ------------------ | -- | -- | -- | -- | -- | -- | --- | -- |
| 1  | Partizan           | 33 | 24 | 8  | 1  | 63 | 23 | +40 | 80 |
| 2  | Stella Rossa       | 33 | 21 | 12 | 0  | 65 | 22 | +43 | 75 |
| 3  | Vojvodina Novi Sad | 33 | 18 | 8  | 7  | 53 | 33 | +20 | 62 |
| 4  | Borac Čačak        | 33 | 12 | 10 | 11 | 29 | 33 | -4  | 46 |
| 5  | Napredak Kruševac  | 33 | 11 | 8  | 14 | 25 | 33 | -8  | 41 |
| 6  | Čukarički Stankom  | 33 | 10 | 10 | 13 | 31 | 32 | -1  | 40 |
| 7  | Mladost Lučani     | 33 | 8  | 14 | 11 | 32 | 41 | -9  | 38 |
| 8  | Hajduk Kula        | 33 | 8  | 13 | 12 | 25 | 31 | -6  | 37 |
| 9  | Smederevo          | 33 | 10 | 6  | 17 | 33 | 44 | -11 | 36 |
| 10 | OFK Belgrado       | 33 | 9  | 9  | 15 | 31 | 45 | -14 | 36 |
| 11 | Banat Zrenjanin    | 33 | 6  | 10 | 17 | 34 | 57 | -23 | 28 |
| 12 | Bežanija           | 33 | 5  | 4  | 24 | 31 | 58 | -27 | 19 |

### Verdetti
- Partizan Belgrado Campione di Serbia 2007-08.
- Banat Zrenjanin e Bežanija retrocesse in Prva liga Srbije.